# Camellia skogiana
Camellia skogiana là một loài thực vật có hoa trong họ Theaceae. Loài này được C.X.Ye mô tả khoa học đầu tiên năm 1996.